# Critics' Choice Movie Award du meilleur scénario original
Le Critics' Choice Movie Award du meilleur scénario original (Broadcast Film Critics Association Award for Best Original Screenplay) est une récompense décernées aux professionnels de l'industrie du cinéma américain par le jury de la Broadcast Film Critics Association depuis 1996.

## Palmarès

### Années 1990
De 1996 à 1997 : Meilleur scénario.
- 1996 : Raison et Sentiments (Sense and Sensibility) - Emma Thompson
- 1997 : Le Patient anglais (The English Patient) - Anthony Minghella

De 1998 à 2001 : Meilleur scénario original et Meilleur scénario adapté.
- 1998 : Will Hunting (Good Will Hunting) - Matt Damon et Ben Affleck
- 1999 : Shakespeare in Love - Tom Stoppard et Marc Norman

### Années 2000
- 2000 : American Beauty - Alan Ball
- 2001 : Presque célèbre (Almost Famous) - Cameron Crowe

De 2002 à 2009 : Meilleur scénariste.
- 2002 : Memento - Christopher Nolan
  - Un homme d'exception (A Beautiful Mind) - Akiva Goldsman
  - The Barber - Joel et Ethan Coen

- 2003 : Adaptation et Confessions d'un homme dangereux (Confessions of a Dangerous Mind) - Charlie Kaufman
  - Monsieur Schmidt (About Schmidt) - Alexander Payne et Jim Taylor
  - Mariage à la grecque (My Big Fat Greek Wedding) - Nia Vardalos

- 2004 : In America - Jim Sheridan, Kirsten Sheridan et Naomi Sheridan
  - Big Fish - John August
  - Lost in Translation - Sofia Coppola
  - Mystic River - Brian Helgeland
  - Pur Sang, la légende de Seabiscuit (Seabiscuit) - Gary Ross

- 2005 : Sideways - Alexander Payne et Jim Taylor
  - Dr Kinsey (Kinsey) - Bill Condon
  - Eternal Sunshine of the Spotless Mind - Charlie Kaufman
  - Aviator (The Aviator) - John Logan
  - Neverland - David Magee

- 2006 : Collision (Crash) - Paul Haggis et Bobby Moresco
  - Les Berkman se séparent (The Squid and the Whale) - Noah Baumbach
  - Good Night and Good Luck - George Clooney et Grant Heslov
  - Truman Capote (Capote) - Dan Futterman
  - Le Secret de Brokeback Mountain (Brokeback Mountain) - Larry McMurtry et Diana Ossana

- 2007 : Little Miss Sunshine - Michael Arndt
  - Babel - Guillermo Arriaga
  - Little Children - Todd Field et Tom Perrotta
  - L'Incroyable Destin de Harold Crick (Stranger than Fiction) - Zach Helm
  - Les Infiltrés (The Departed) - William Monahan
  - The Queen - Peter Morgan

- 2008 : Juno - Diablo Cody
  - No Country for Old Men - Joel et Ethan Coen
  - Michael Clayton - Tony Gilroy
  - Une fiancée pas comme les autres (Lars and the Real Girl) - Nancy Oliver
  - Into the Wild - Sean Penn
  - La Guerre selon Charlie Wilson (Charlie Wilson's War) - Aaron Sorkin

- 2009 : Slumdog Millionaire - Simon Beaufoy
  - Harvey Milk (Milk) - Dustin Lance Black
  - Frost/Nixon - Peter Morgan
  - L'Étrange Histoire de Benjamin Button (The Curious Case of Benjamin Button) - Eric Roth
  - Doute (Doubt) - John Patrick Shanley

### Années 2010
Depuis 2010 : Meilleur scénario original et Meilleur scénario adapté.
- 2010[1] : Inglourious Basterds - Quentin Tarantino
  - Démineurs (The Hurt Locker) - Mark Boal
  - A Serious Man - Joel et Ethan Coen
  - (500) jours ensemble ((500) Days of Summer) - Scott Neustadter et Michael H. Weber
  - Là-haut (Up) - Bob Peterson et Peter Docter

- 2011[1] : Le Discours d'un roi (The King's Speech) - David Seidler
  - Another Year - Mike Leigh
  - Black Swan - Mark Heyman, Andres Heinz et John J. McLaughlin
  - The Fighter - Scott Silver, Paul Tamasy et Eric Johnson
  - Inception - Christopher Nolan
  - Tout va bien, The Kids Are All Right (The Kids Are All Right) - Lisa Cholodenko et Stuart Blumberg

- 2012[2] : Minuit à Paris (Midnight in Paris) - Woody Allen
  - 50/50 - Will Reiser
  - The Artist - Michel Hazanavicius
  - Les Winners (Win Win) - Thomas McCarthy et Joe Tiboni
  - Young Adult - Diablo Cody

- 2013[3] : Django Unchained – Quentin Tarantino
  - Flight – John Gatins
  - Looper – Rian Johnson
  - The Master – Paul Thomas Anderson
  - Moonrise Kingdom – Roman Coppola et Wes Anderson
  - Zero Dark Thirty – Mark Boal

- 2014[4] : Her – Spike Jonze
  - American Bluff (American Hustle) – Eric Warren Singer et David O. Russell
  - Blue Jasmine – Woody Allen
  - Inside Llewyn Davis – Joel et Ethan Coen
  - Nebraska – Bob Nelson

- 2015[5] : Birdman – Alejandro González Iñárritu, Alexander Dinelaris, Armando Bo et Nicolas Giabone
  - Boyhood – Richard Linklater
  - The Grand Budapest Hotel – Wes Anderson
  - Night Call (Nightcrawler) – Dan Gilroy
  - Whiplash – Damien Chazelle
- 2016 : Spotlight – Tom McCarthy et Josh Singer
  - Ex Machina – Alex Garland
  - Les Huit Salopards (The Hateful Eight) – Quentin Tarantino
  - Le Pont des espions (Bridge of Spies) – Matt Charman, Joel et Ethan Coen
  - Vice-versa (Inside Out) – Pete Docter, Meg LeFauve et Josh Cooley
- 2017 : (ex æquo)
  - La La Land – Damien Chazelle
  - Manchester by the Sea – Kenneth Lonergan
    - Moonlight – Barry Jenkins
    - The Lobster – Yórgos Lánthimos et Efthýmis Filíppou
    - Loving – Jeff Nichols
    - Comancheria (Hell or High Water) – Taylor Sheridan
- 2018 : Get Out – Jordan Peele
  - La Forme de l'eau (The Shape of Water) – Guillermo del Toro et Vanessa Taylor
  - Lady Bird – Greta Gerwig
  - The Big Sick – Emily V. Gordon et Kumail Nanjiani
  - Pentagon Papers (The Post) – Liz Hannah et Josh Singer
  - Trois Billboards : Les Panneaux de la vengeance (Three Billboards Outside Ebbing, Missouri) – Martin McDonagh

- 2019 : Sur le chemin de la rédemption (First Reformed) – Paul Schrader
  - Eighth Grade – Bo Burnham
  - Roma – Alfonso Cuarón
  - La Favorite (The Favourite) – Deborah Davis et Tony McNamara
  - Vice – Adam McKay
  - Green Book : Sur les routes du sud (Green Book)  – Nick Vallelonga, Brian Hayes Currie et Peter Farrelly
  - Sans un bruit (A Quiet Place) – Bryan Woods, Scott Beck et John Krasinski

### Années 2020
- 2020 : Once Upon a Time... in Hollywood – Quentin Tarantino
  - Marriage Story – Noah Baumbach
  - Parasite – Bong Joon-ho et Han Jin-won
  - À couteaux tirés (Knives Out) – Rian Johnson
  - The Farewell – Lulu Wang

- 2021 : Emerald Fennell pour Promising Young Woman
  - Lee Isaac Chung pour Minari
  - Jack Fincher pour Mank
  - Eliza Hittman pour Never Rarely Sometimes Always
  - Abraham Marder et Darius Marder pour Sound of Metal
  - Aaron Sorkin pour Les Sept de Chicago (The Trial of the Chicago 7)

- 2022 : Kenneth Branagh pour Belfast
  - Paul Thomas Anderson pour Licorice Pizza
  - Zach Baylin pour La Méthode Williams (King Richard)
  - Adam McKay et David Sirota pour Don't Look Up : Déni cosmique (Don't Look Up)
  - Aaron Sorkin pour Being the Ricardos

- 2023 : Daniel Kwan et Daniel Scheinert – Everything Everywhere All at Once
  - Todd Field – Tár
  - Tony Kushner et Steven Spielberg – The Fabelmans
  - Martin McDonagh – Les Banshees d'Inisherin
  - Charlotte Wells – Aftersun

- 2024 : Greta Gerwig et Noah Baumbach – Barbie
  - Todd Field – May December
  - Alex Convery – Air
  - Bradley Cooper et Josh Singer – Maestro
  - David Hemingson – Winter Break (The Holdovers)
  - Celine Song – Past Lives

- 2025 : Coralie Fargeat pour The Substance
  - Sean Baker pour Anora
  - Moritz Binder, Tim Fehlbaum et Alex David pour September 5
  - Brady Corbet et Mona Fastvold pour The Brutalist
  - Jesse Eisenberg pour A Real Pain
  - Justin Kuritzkes pour Challengers